# Eufònia de matollar
L'eufònia de matollar (Euphonia affinis) és una espècie d'ocell passeriforme de Mèxic i Amèrica Central. Encara que classificada dins de la família Thraupidae, es debat sobre la seva possible pertinença a Fringillidae.